# Соборна Україна (журнал)
«Соборна Україна» — український місячник у Відні
Виходив 1921 — 22 рр. Заснований В. Вишиваним, редактор В. Андрієнський.